# Ona i On
Ona i On är ett studioalbum av de polska musikartisterna Sylwia Grzeszczak och Liber. Det släpptes den 21 november 2008.

## Låtlista
1. Ona i on - 3:56
2. Nowe szanse - 3:55
3. Żyje się raz - 3:37
4. Idę w ciemno - 3:35
5. Nasza baśń - 4:44
6. Co z nami będzie - 3:14
7. Wojna damsko-męska - 3:22
8. Bogini - 3:31
9. 180 stopni - 3:50
10. Mijamy się - 3:58
11. Czerń i biel - 4:03
12. Głośna samotność - 4:37
13. O niej i o nim - 4:03

## Listplaceringar
| Lista (2009) | Topplacering |
| ------------ | ------------ |
| Polen        | 27           |